# جيمس كيني
جيمس كيني (بالإنجليزية: James Keane) هو قسيس أمريكي، ولد في 26 أغسطس 1857 في جوليت في الولايات المتحدة، وتوفي في 2 أغسطس 1929 في دوبوك في الولايات المتحدة.